# International Salieri Circus Award
L'International Salieri Circus Award è l’unico Festival competitivo nel panorama nazionale ed internazionale a presentare produzioni di acts circensi in concorso perlopiù inediti e di circo contemporaneo, che abbiano in comune la musica classica quale accompagnamento sonoro. Si tratta di un contest a cui partecipano artisti da tutto il mondo giudicati da una giuria tecnica internazionale di altissimo livello, formata da impresari dello spettacolo, direttori di importanti scuole di professionalizzazione e proprietari di grandi circhi italiani ed esteri. Il Festival si tiene ogni anno presso il Teatro Salieri nella città di Legnago in provincia di Verona, l’ultima settimana di settembre.
Il festival è promosso da ANSAC-Associazione Nazionale Sviluppo Arti Circensi, prodotto da Proeventi e la direzione artistica è di Antonio Giarola. Il progetto è supportato dal Ministero della Cultura e dal Comune di Legnago.

## Edizioni

### Prima edizione 2021
Il Festival è nato nel 2021 in un clima di prima ripresa post pandemia e da subito ha ottenuto il sostegno del Ministero della Cultura e dell'amministrazione comunale. La prima edizione si è svolta dal 23 al 27 settembre e ha visto una giuria tecnica d'eccellenza con a capo il trasformista Arturo Brachetti, con esponenti del Moulin Rouge, del Cirque du Soleil e con la partecipazione dell'allora Ministro della cultura ungherese Péter Fekete.
In questa prima edizione sono stati assegnati un Salieri d'oro ad Antony Cesar (Francia), due Salieri d'argento al Duo Hoop (Canada-Stati Uniti) e a Victor Krachinov (Russia) e cinque Salieri di bronzo a Nirio Rodriguez (Cuba), João Godinho (Portogallo), troupe Man's world (Ukraina), Giulia e Mattia (Italia) e a Sara Togni (Italia). Il premio speciale Music & circus è stato assegnato al duo Des articules (Francia).

### Seconda edizione 2022
La seconda edizione si è svolta dal 22 al 26 settembre e ha visto l'introduzione della musica dal vivo grazie all'orchestra sinfonica diretta dal maestro Diego Basso. In questa edizione la giuria tecnica è stata completamente femminile con personalità provenienti da tutto il mondo, tra cui Stati Uniti, Australia ed Etiopia. I premi assegnati dalla giuria sono stati due Salieri d'oro al Duo Emyo (Francia) e a Nicol Nicols (Spagna), tre Salieri d'argento ad Andrea Fratellini (Italia), Pas de deux straps (Stati Uniti-Argentina) e alle Sheger Queens (Etiopia), e tre Salieri di bronzo a Sarangua (Mongolia), Chia Cheng Sung (Taiwan) e a Kymberly Zavatta (Italia). Il premio speciale Music & circus è stato vinto da Yasmin Dell'Acqua.
Gli spettacoli della seconda edizione si sono arricchiti grazie alla presenza di due ospiti d'onore, l'artista paraplegica Silke Pan, che ha presentato un numero inedito con la regia di Antonio Giarola e il famoso clown David Larible, che ha ricevuto un premio alla carriera.

### Terza edizione 2023
La terza edizione si è tenuta dal 21 al 25 settembre. È proseguita la collaborazione con il maestro Diego Basso per la direzione d'orchestra sinfonica. La giuria tecnica ha visto la partecipazione di massimi esperti in ambito circense provenienti da tutto il mondo e una selezione di artisti internazionali. I premi assegnati sono stati due Salieri d'oro a Titos Tsai (Taiwan) e Hng Thean Leong (Malesia), due Salieri d'argento a Monsieur David (Italia) e Nina Rodrigues (Brasile) e cinque Salieri di bronzo a duo Sabawian (Etiopia), Crazy Flight (Ucraina), Giordan Anselmi Alessandrini (Italia), Duo contortion (Mongolia) e Duo twins (Ucraina). Il premio speciale Music & circus è stato assegnato a Mar Meza (Messico). 
Gli spettacoli della terza edizione sono stati arricchiti da alcuni ospiti speciali come l'artista di fama mondiale Anatoli Zalevskyy, a cui è stato assegnato il Salieri di platino, e gli attori del Teatro Necessario.

## Eventi collaterali
Il festival si compone anche di una serie di eventi collaterali che ne arricchiscono la programmazione. Presso il Museo Maria Fioroni, per ciascuna edizione, vengono allestite delle mostre a tema circense a cura del CEDAC-Centro Educativo di Documentazione delle Arti Circensi, in cui vengono esposti manifesti, locandine, costumi e documenti legati al mondo viaggiante del circo. Per coinvolgere la città e incuriosire il pubblico è stata ideata la Open Art Circus Gallery, una mostra diffusa tra le vetrine dei negozi della città che ritraggono gli artisti del contest in artistici scatti d'autore. L'edizione 2022 ha visto la creazione del Mercatino del Circo Ezio Torchiani, che è proseguito anche nel 2023, una mostra scambio che ha riunito collezionisti e appassionati di modellismo circense provenienti da tutta Italia e dall'estero. Sempre per l'edizione 2022 è stata allestita un'ulteriore mostra presso il Centro ambientale archeologico di Legnago dove sono stati esposti gli scatti più belli della prima edizione a cura di diversi fotografi del territorio. In occasione della terza edizione 2023, è stata ospitata davanti al Teatro Salieri l'esposizione internazionale Salieri circus parade, parte del progetto Elephant Parade per la salvaguardia degli elefanti nel loro habitat naturale.

## Riconoscimenti
Nel 2023 il progetto ha vinto il prestigioso concorso Art Bonus  indetto dal Ministero della Cultura Italiano per la sezione dedicata allo spettacolo dal vivo.